# Quattrocento
Quattrocento este denumirea dată culturii italiene din secolul al XV-lea, cunoscută și sub numele de Renașterea timpurie, perioadă în care se afirmă principiile umaniste.
Leagănul înfloririi și dezvoltării artistice l-a constituit Florența, sub patronatul familiei de Medici, de aceea quattrocento este denumită și perioada florentină a Renașterii italiene.
Această cultură s-a extins și în alte orașe ca: Urbino, Padova, Veneția, Siena.

## Vezi și
- Arta în Quattrocento